# Kang Hyeong-cheol
Dans ce nom coréen, le nom de famille, Kang, précède le nom personnel.
Kang Hyeong-cheol (hangeul : 강형철) est un réalisateur et scénariste sud-coréen, né en 1974 sur l'île Jeju. Franc succès, ses deux premiers films sont les mieux placés dans le box-office coréen.

## Biographie
Kang Hyeong-chul est né en 1974 dans le sud de l'île Jeju où il écrit déjà des scénarios alors qu'il n'a aucune expérience dans le domaine du cinéma.
Diplômé de licence cinématographique à l'université Yong In à Yongin dans le Gyeonggi-do, il est engagé dans la production Toilet Picture, en 2006, grâce à un camarade du même établissement : il réalise d'abord de nombreux courts-métrages avant d'en faire un long en tant que scénariste et réalisateur. En décembre 2008 sort alors son premier film Speedy Scandal (과속스캔들) qui se trouve à la première place du box-office sud-coréen avec 473 725 spectateurs en un week-end. Sa séance dans les salles se termine avec 8 268 819 entrées, ce qui fait le plus gros succès de l'année en le classant au septième du box-office coréen.
Son second film Sunny (써니) sort en mai 2011. Le Festival international du film de Busan et le Festival du film coréen à Paris l'invitent à l'ouverture en octobre 2011. L'ensemble du total compte 7 373 387 entrées en Corée du Sud.

## Filmographie

### Réalisation
- 2008 : Speedy Scandal (과속스캔들)
- 2011 : Sunny (써니)
- 2014 : Tazza: The Hidden Card (타짜 2)
- 2018 : Swing Kids (스윙키즈)
- 2022 : High Five (하이파이브)

### Scénario
- 2008 : Speedy Scandal (과속스캔들)
- 2011 : Sunny (써니)
- 2018 : Swing Kids (스윙키즈)
- 2022 : High Five (하이파이브)

## Distinctions

### Récompenses
- Udine Far East Film Festival 2009 : Prix d'audience « 2nd place » pour Speedy Scandal (과속스캔들)
- PaekSang Arts Awards 2009 : Meilleur scénario pour Speedy Scandal (과속스캔들)
- Critics Choice Awards 2009 : Meilleur nouveau réalisateur pour Speedy Scandal (과속스캔들)
- Blue Dragon Film Awards 2009 : Meilleur nouveau réalisateur pour Speedy Scandal (과속스캔들)
- Grand Bell Awards 2011 : Meilleure réalisation pour Sunny (써니)
- KOFRA Film Awards Ceremony 2012 : Meilleure réalisation pour Sunny (써니)
- Daejong Film Awards 2011 : Meilleure réalisation pour Sunny (써니)

### Nomination
- Festival du film coréen à Paris 2011 : « Film d'ouverture »